# Stuck on You (chanson de Lionel Richie)
Pour les articles homonymes, voir Stuck on You.
Singles de Lionel Richie
Hello
(1984) Penny Lover
(1984)
Clip vidéo
[vidéo] « Stuck on You », sur YouTube
Stuck on You est une chanson du chanteur américain Lionel Richie, parue sur son album Can't Slow Down. Elle est sortie en juin 1984 en tant que quatrième single de l'album. La chanson est écrite, composée et produite par Lionel Richie et coproduite par James Anthony Carmichael.
La chanson connaît un succès important, en particulier aux États-Unis, au Canada, en Irlande et au Royaume-Uni, où elle s'est classée respectivement à la troisième et à la douzième place. Stuck on You a atteint la première place du Top Adult Contemporary américain, le septième single numéro un de Lionel Richie dans ce classement. 
Stuck on You marque également les débuts du chanteur dans la musique country et, par conséquent, elle s'est classée à la 24e place du palmarès américain Hot Country Singles. Ainsi, la photo de la pochette du single montre Lionel Richie portant un chapeau de cow-boy. 
En 2025, elle est reprise en bachata par Prince Royce sur son album Eterno.

## Liste de titres
| A. | Stuck on You    | 3:10 |
| B. | Round and Round | 4:48 |

| 1. | Stuck on You    | 3:10 |
| 2. | Round and Round | 4:48 |
| 3. | Tell Me         | 5:28 |

## Classements et certifications
| Classement (1984)                      | Meilleure position |
| -------------------------------------- | ------------------ |
| Allemagne de l'Ouest (Media Control)   | 45                 |
| Australie (Kent Music Report)          | 24                 |
| Belgique (Flandre Ultratop 50 Singles) | 13                 |
| Canada (Top Singles)                   | 3                  |
| Canada (Adult Contemporary Tracks)     | 1                  |
| Canada (Country Singles)               | 18                 |
| États-Unis (Hot 100)                   | 3                  |
| États-Unis (Adult Contemporary)        | 1                  |
| États-Unis (Country Songs)             | 24                 |
| États-Unis (Hot Black Singles)         | 8                  |
| Europe (European Top 100)              | 17                 |
| Finlande (Suomen virallinen lista)     | 22                 |
| Irlande (IRMA)                         | 2                  |
| Nouvelle-Zélande (RMNZ)                | 26                 |
| Pays-Bas (Nederlandse Top 40)          | 21                 |
| Pays-Bas (Nationale Hitparade)         | 18                 |
| Royaume-Uni (UK Singles Chart)         | 12                 |
| Suisse (Schweizer Hitparade)           | 26                 |

| Classement (1984)               | Position |
| ------------------------------- | -------- |
| Canada (Top Singles)            | 34       |
| États-Unis (Hot 100)            | 32       |
| États-Unis (Adult Contemporary) | 3        |

### Certifications
| Région                                   | Certification | Ventes/Streams |
| ---------------------------------------- | ------------- | -------------- |
| Royaume-Uni (BPI)                        | Argent        | 200 000‡       |
| ‡ventes/streaming selon la certification |               |                |

## Version de 3T
Singles de 3T
Eternal Flame
(1996) Sex Appeal
(2003)
Le groupe américain 3T enregistre une reprise de Stuck on You sur leur deuxième album studio Identity. Cette version est sortie le 25 novembre 2003 comme premier single de l'album. La chanson apparaît également sur l'album et le CD maxi dans une version remixée appelée « Smooth Mix ». 
La chanson connaît notamment le succès aux Pays-Bas, en Belgique et en France, où elle s'est classée dans le top 10 des hit-parades respectifs. En France, la version de Stuck on You enregistrée par 3T est également certifiée disque d'or.

### Classements et certifications
| Classement (2003–2004)                  | Meilleure position |
| --------------------------------------- | ------------------ |
| Allemagne (GfK Entertainment)           | 100                |
| Belgique (Wallonie Ultratop 50 Singles) | 4                  |
| Canada (Hot 100)                        | 3                  |
| France (SNEP)                           | 10                 |
| Pays-Bas (Nederlandse Top 40)           | 5                  |
| Pays-Bas (Single Top 100)               | 3                  |
| Suède (Sverigetopplistan)               | 45                 |
| Suisse (Schweizer Hitparade)            | 32                 |

| Classement (2003)             | Position |
| ----------------------------- | -------- |
| Belgique (Wallonie Ultratop)  | 50       |
| Classement (2004)             | Position |
| Pays-Bas (Nederlandse Top 40) | 16       |
| Pays-Bas (Single Top 100)     | 14       |

#### Certifications
| Région                         | Certification | Ventes/Streams |
| ------------------------------ | ------------- | -------------- |
| France (SNEP)                  | Or            | 250 000*       |
| *Ventes selon la certification |               |                |